# Johannes Scheubel
Johannes Scheubel né le 18 août 1494 à Kirchheim unter Teck, mort le 20 février 1570 à  Tübingen est un mathématicien allemand de la Coss, connu pour avoir popularisé l'algèbre au travers de l'Europe, et notamment l'usage des symboles + et - dès 1551, il établit en 1559 la plus vieille carte connue du duché de Wurtemberg. 

## Biographie
Scheubel débuta ses études à l'école latine de Kirchheim unter Teck puis, en 1513, il suivit les cours de l'université des arts libéraux à Vienne. Il donna son enseignement, dès l'hiver 1532 à Leipzig ; puis, nommé professeur à l'université de Tübingen, il y devint "magister" en 1540, y édita en 1545 De Nvmeris et Diversis Rationibvs seu Regulis computationum Opusculum, a Ioanne Scheubelio compositum… , œuvre rééditée en 1557 dans laquelle il n'est pas fait usage des symboles + ou -, qu'il introduisit ultérieurement.
Il édita à Bâle les six premiers livres d'Euclide, ainsi qu'une introduction en 66 pages à son algèbre, l'Algebrae compendiosa en 1550, année où il fut enfin nommé "Dozent" de Tübingen.
Il y utilisait les notations de Michael Stifel, Christophe Rudolff et Pierre Apian, tout en y apportant certains changements, notamment Ra.re (radix residui), Ra.col (lorsqu'on trouve plusieurs racines emboîtées) et Radix Binomii pour la racine carrée. Ainsi, il module selon la position, {\displaystyle ra.8} désignant  {\displaystyle {\sqrt {.}}8} et {\displaystyle 8ra.} désignant  {\displaystyle 8x}. Parfois, il utilise encore le symbole {\displaystyle {\sqrt {}}} comme dans  {\displaystyle Ra.col32+{\sqrt {1}}020}  afin de désigner {\displaystyle {\sqrt {32+{\sqrt {1}}020}}.}
La réédition de la partie algébrique de son ouvrage de 1550, en 1551 puis 1552 à Paris sous le titre  Algebrae compendiosa facilisqve descriptio, marque la première apparition des symboles + et - (et d'autres symboles allemands d'algèbre) en France. Cette notation ne sera pas reprise par Guillaume Gosselin, mais François Viète en fera une utilisation systématique dans son Isagoge. Enfin, dans sa notation des puissances, Scheubel désigne {\displaystyle x^{n}} par la notation originale {\displaystyle n-1}, nombre de multiplications à effectuer pour l'obtenir. On connaît seulement cinquante exemplaires de son livre parisien.
En 1555, Scheubel publia à Augsbourg une nouvelle mouture de ses éléments d'Euclide. En 1559, il fut nommé cartographe du duché de Wurtemberg.

## Autres œuvres
- Scheubel réalisa l'une des premières traductions du Numeris Datis de Jordanus Nemorarius (hélas non publiée)[1].
- On lui doit une des premières tables du triangle de Pascal[2].
- Sa bibliothèque privée et son catalogue font encore aujourd'hui l'admiration des connaisseurs[3]. On y trouve des ouvrages de Regiomontanus, d'Albert le Grand, les œuvres de Georges Valle, de Jean Taisnier, de Reinhold, de Rheticus, de Gemma Frisius, de Pietro Pitati (en), de Ramus, de Rudolff, etc[3]

## Sources
- (en) Florian Cajori, A History of Mathematical Notations [détail des éditions].

- Rohmer et Schinkel, chez Duncker et Humbolt Neue Deutsche Biographie.